# Hexatoma rubriceps
Hexatoma rubriceps är en tvåvingeart som först beskrevs av Edwards 1916.  Hexatoma rubriceps ingår i släktet Hexatoma och familjen småharkrankar.
Artens utbredningsområde är Taiwan. Inga underarter finns listade i Catalogue of Life.